# Suiza en los Juegos Mundiales de Breslavia 2017

Suiza fue uno de los 102 países que participaron en los Juegos Mundiales de 2017 celebrados en la ciudad de Breslavia, Polonia.
La delegación de Suiza estuvo compuesta de un total de 89 atletas, que compitieron en 38 disciplinas de 14 deportes.
Suiza ganó un total de 14 medallas, 3 de oro, 8 de plata y 3 de bronce, con lo que se colocaron en la posición 17 del medallero general.
| Oro | Plata | Bronce |
| --- | ----- | ------ |
| 3   | 8     | 3      |

## Delegación

### Baile deportivo

#### Rock ’n’ Roll
| Duetos                               |       |   |       |   |       |   |            |            |   |
| Gwendoline Schlegel Stephan Schlegel | 52.43 | 8 | 69.22 | 4 | 85.64 | 8 | eliminados | eliminados | 8 |

### Billar
| Deportista            | Prueba        | Octavos de final | Octavos de final | Cuartos de final | Cuartos de final | Semifinal | Semifinal | Final / Tercer puesto | Final / Tercer puesto | Posición  |
| Deportista            | Prueba        | Oponente         | Resultado        | Oponente         | Resultado        | Oponente  | Resultado | Oponente              | Resultado             | Posición  |
| --------------------- | ------------- | ---------------- | ---------------- | ---------------- | ---------------- | --------- | --------- | --------------------- | --------------------- | --------- |
| Varonil               |               |                  |                  |                  |                  |           |           |                       |                       |           |
| Ronald Regli          | Pool          | # Ko Pin-yi      | 2:11             | Eliminado        | Eliminado        | Eliminado | Eliminado | Eliminado             | Eliminado             | Eliminado |
| Mixto                 |               |                  |                  |                  |                  |           |           |                       |                       |           |
| Alexander Ursenbacher | Snooker mixto | # Andrew Pagett  | 3:1              | # Soheil Vahedi  | 1:3              | Eliminado | Eliminado | Eliminado             | Eliminado             | Eliminado |

### Bochas
| Femenil                         |                  |                  |                  |                                           |                  |                  |                  |                  |            |            |
| Laura Riso                      | Raffa individual | Prueba cancelada | Prueba cancelada | Prueba cancelada                          | Prueba cancelada | Prueba cancelada | Prueba cancelada | Prueba cancelada |            |            |
| Laura Riso y Susana Longonni    | Raffa doble      | –                | –                | # Gorzata Kowalczyk y Olga Wasik          | 12:0             | eliminadas       | eliminadas       | eliminadas       | eliminadas | eliminadas |
| Laura Riso y Susana Longonni    | Raffa doble      | –                | –                | # Romina Bolatti y María Victoria Maiz    | 10:12            | eliminadas       | eliminadas       | eliminadas       | eliminadas | eliminadas |
| Laura Riso y Susana Longonni    | Raffa doble      | –                | –                | # Wefei Cen y Wei Zhang                   | 5:12             | eliminadas       | eliminadas       | eliminadas       | eliminadas | eliminadas |
| Varonil                         |                  |                  |                  |                                           |                  |                  |                  |                  |            |            |
| Valentino Ortelli               | Raffa individual | Prueba cancelada | Prueba cancelada | Prueba cancelada                          | Prueba cancelada | Prueba cancelada | Prueba cancelada | Prueba cancelada |            |            |
| Valentino Ortelli y Luca Rodoni | Raffa doble      | –                | –                | # Gianluca Formicone y Giuliano Di Nicola | 2:12             | eliminados       | eliminados       | eliminados       | eliminados | eliminados |
| Valentino Ortelli y Luca Rodoni | Raffa doble      | –                | –                | # Cezary Nowakowski y Cyryl Zotogorski    | 12:0             | eliminados       | eliminados       | eliminados       | eliminados | eliminados |
| Valentino Ortelli y Luca Rodoni | Raffa doble      | –                | –                | # Gianluca Formicone y Giuliano Di Nicola | 5:12             | eliminados       | eliminados       | eliminados       | eliminados | eliminados |

### Esquí acuático
| Atleta         | Categoría              | Calificación     | Calificación     | Final                    | Final                    | Posición  | Posición  | Posición  | Posición  | Posición  |
| Atleta         | Categoría              | Resultado        | Posición         | Resultado                | Posición                 | Posición  | Posición  | Posición  | Posición  | Posición  |
| -------------- | ---------------------- | ---------------- | ---------------- | ------------------------ | ------------------------ | --------- | --------- | --------- | --------- | --------- |
| Varonil        |                        |                  |                  |                          |                          |           |           |           |           |           |
| Beny Stadlbaur | Slalom                 | 3,00/ 58/ 18.25  | 6                | 4,00/58/11.25            | 6                        | 6         | 6         | 6         | 6         | 6         |
| Atleta         | Disciplina             | Cuartos de final | Cuartos de final | Repesca Cuartos de final | Repesca Cuartos de final | Semifinal | Semifinal | Final     | Final     | Posición  |
| Atleta         | Disciplina             | Resultado        | Posición         | Resultado                | Posición                 | Resultado | Posición  | Resultado | Posición  | Posición  |
| Varonil        |                        |                  |                  |                          |                          |           |           |           |           |           |
| Jamie Huser    | Wakeboard estilo libre | 36,78            | 11               | 41,11                    | 3                        | eliminado | eliminado | eliminado | eliminado | eliminado |

### Fistball
| Categoría      | Varonil |
| Equipo         | Selección Nacional de Fistball de Suiza |
| -------------- | --- |
| Plantel        | Raphael Schlattinger Lukas Lässer Ueli Rebsamen Maik Müller Mario Kohler Marco Eymann Nicolas Fehr Kenneth Schoch Luca Flückiger                                                                       |
| Entrenador     | Oliver Lang |
| Fase de grupos | # Brasil 2:3 (11:6, 7:11, 11:9, 8:11, 11:13) # Chile 3:0 (11:4, 11:3, 11:8) # Argentina 3:0 (11:5, 11:8, 11:2) # Austria 3:1 (12:10, 11:5, 8:11, 11:8) # Alemania 2:3 (15:14, 10:12, 11:8, 7:11, 6:11) |
| Semifinal      | # Austria 3:0 (15:13, 11:9, 13:11) |
| Final          | # Alemania 3:4 (11:9, 11:7, 6:11, 11:7, 8:11, 10:12, 9:11) |
| Posición       | Medalla de plata |

### Floorball
| Categoría      | Varonil |
| -------------- | --- |
| Plantel        | Kevin Berry Nicola Bischfberger Tim Braillard Patrick Eder Manuel Engel Curdin Furrer Luca Graf Dan Hartmann Matthias Hofbauer Claudio Laely Manuel Maurer Christoph Meier Patrick Mendelin |
| Fase de grupos | # Estados Unidos 17:0 (6:0, 7:0, 4:0) # Suecia 0:3 (0:0, 0:1, 0:2) |
| Semifinal      | # Finlandia 5:2 (1:0, 2:0, 2:2) |
| Gran Final     | # Suecia 5:7 (2:1, 3:4, 0:2) |
| Posición       | Medalla de plata |

### Hockey en línea
| Categoría      | Varonil |
| -------------- | --- |
| Plantel        | Ken Häflinger Fabien Maier Pascal Wittwer Stefan Hürlimann Jean Savary Corentin Collaud Daniel Steiner Alain Bahar Lukas Dietrich Stefan Tschannen Dario Kummer Michael Loosli Quentin Zürcher Andreas Zehnder |
| Fase de grupos | # Francia 2:3 # Italia 6:2 # Argentina 6:0 |
| Semifinal      | # República Checa 2:5 |
| Tercer puesto  | # Canadá 4:3 |
| Posición       | Medalla de bronce |

### Juegos de la soga
| Categoría      | Femenil bajo techo 540 kg | Varonil al aire libre 640 kg | Varonil al aire libre 700 kg                                                                                 |
| -------------- | --- | --- | --- |
| Atletas        | Claudia Hödel Silvia Krummenacher Brigitte Ziegler Nicole Hess Michèle Odermatt Melanie Kiser Cornelia Brändle-Odermatt Petra Käslin Andrea Joller-Odermatt Tanja Koller Claudia Arnold Jessica Beerli Erika Zumbühl Stephanie Kummenacher | Vinzenz Arnold Peter Erni Erich Joller Stefan Krause Roman Müller Christoph Rolli Fabian Rolli Philipp Rolli Beat Steinmann Lukas Vogel | Peter Erni Erich Joller Peter Joller Stefan Krause Christoph Rolli Fabian Rolli Philipp Rolli Vinzenz Arnold |
| Fase de grupos | # 1:1 # 0:3 # 0:3 # 0:3 # 3:0 | # 3:0 # 3:0 # 3:0 # 3:0 # 3:0 | # 3:0 # 3:0 # 3:0 # 3:0 # 3:0                                                                                |
| Semifinal      | eliminadas | # 3:0 | # 3:0 |
| Final          | eliminadas | # 1:2 | # 3:0 |
| Posición       | eliminadas | Medalla de plata | Medalla de oro                                                                                               |

### Ju-Jitsu
| Varonil                                  |                |                                   |       |                                   |         |                                        |           |                                   |           |                  |
| Ilke Kubilay Bulut                       | 77 kg Ne-Waza  | # Wim Deputter                    | 2:0   | # Dimu Bucalet                    | 13:0    | # Mohamed Al Qubaisi                   | 14:0      | # Wim Deputter                    | 12:2      | Medalla de oro   |
| Daniel De Maddalena                      | 85 kg. Ne-Waza | # Dan Schon                       | 100:0 | # David Ben Zaken                 | 100:0   | # Haidar Haitham Abdelkarim Al-Rasheed | 4:2       | # Dan Schon                       | 0:2       | Medalla de plata |
| Danny Andre Feliz Capitao                | +94 kg Ne-Waza | # Frederic Husson                 | 0:0   | # Seif Houmine                    | 0:100   | eliminado                              | eliminado | eliminado                         | eliminado | eliminado        |
| Nicolas Aramis Baez                      | Combate 85 kg. | # Denis Belov                     | 10:4  | # William Seth Wenzel             | 15:6    | eliminado                              | eliminado | eliminado                         | eliminado | eliminado        |
| Mixto                                    |                |                                   |       |                                   |         |                                        |           |                                   |           |                  |
| Hannah Sofia Jokl y Thomas Schönenberger | 77 kg Ne-Waza  | # Charis Gravensteyn e Ian Lodens | 93:94 | # Philippe Bleyer y Andrea Gruber | 93.5:89 | # Sara Paganini y Michele Vallieri     | 91.5:94.5 | # Charis Gravensteyn e Ian Lodens | 94.5:97   | 4                |

### Karate
| Femenil       |               |                  |     |                    |     |               |     |           |           |           |           |           |
| Elena Quirici | Kumite 68 kg. | # Marina Rakovic | 0:1 | # Katrina Pedersen | 1:3 | # Kayo Someya | 0:0 | eliminada | eliminada | eliminada | eliminada | eliminada |

### Patinaje sobre ruedas

#### Pista
| Atleta       | Categoría                      | Clasificación | Clasificación | Cuartos de final | Cuartos de final | Semifinal    | Semifinal | Final         | Final     | Posición         |
| Atleta       | Categoría                      | Tiempo        | Posición      | Tiempo           | Posición         | Tiempo       | Posición  | Tiempo/Puntos | Posición  | Posición         |
| ------------ | ------------------------------ | ------------- | ------------- | ---------------- | ---------------- | ------------ | --------- | ------------- | --------- | ---------------- |
| Varonil      |                                |               |               |                  |                  |              |           |               |           |                  |
| Livio Wenger | 300 m Contrarreloj             | 25,777s       | 10            | –                | –                | –            | –         | 25,728 s      | 10        | 10               |
| Livio Wenger | 1000 m Sprint                  | –             | –             | 1:23,454 min     | 9                | 1:23,684 min | 15        | eliminado     | eliminado | eliminado        |
| Livio Wenger | 10000 m eliminación por puntos | –             | –             | –                | –                | –            | –         | 11 Puntos     | 2         | Medalla de plata |
| Livio Wenger | 15000 m eliminación            | –             | –             | –                | –                | –            | –         | eliminado     | eliminado | eliminado        |

#### Calle
| Femenil      |                                |                |                |                |
| Nadja Wenger | 500 m Sprint                   | no se presentó | no se presentó | no se presentó |
| Nadja Wenger | 10000 m eliminación por puntos | 0 Puntos       | 19             | 19             |
| Nadja Wenger | 20000 m eliminación            | eliminada      | eliminada      | eliminada      |
| Varonil      |                                |                |                |                |
| Livio Wenger | 500 m Sprint                   | no se presentó | no se presentó | no se presentó |
| Livio Wenger | 10000 m eliminación por puntos | 4 Puntos       | 7              | 7              |
| Livio Wenger | 20000 m eliminación            | eliminado      | eliminado      | eliminado      |

### Orientación
| Femenil                                                    |                 |              |                   |
| Sabine Hauswirth                                           | Sprint          | 14:45,30 min | 5                 |
| Elena Roos                                                 | Sprint          | 14:32,50 min | Medalla de plata  |
| Sabine Hauswirth                                           | Media distancia | 35:54,00 min | Medalla de bronce |
| Elena Roos                                                 | Media distancia | 38:54,00 min | 10                |
| Masculino                                                  |                 |              |                   |
| Matthias Kyburz                                            | Sprint          | 14:57,20 min | Medalla de bronce |
| Fabian Hertner                                             | Sprint          | 15:37,80 min | 16                |
| Florian Howald                                             | Sprint          | 15:22,50 min | 10                |
| Matthias Kyburz                                            | Media distancia | 34,05,00 min | Medalla de oro    |
| Florian Howald                                             | Media distancia | 34:43,00 min | Medalla de plata  |
| Fabian Hertner                                             | Media distancia | 37:54,00 min | 16                |
| Mixto                                                      |                 |              |                   |
| Sabine Hauswirth Elena Roos Matthias Kyburz Florian Howald | Relevos mixtos  | 1:03:23 h    | Medalla de plata  |

### Remo bajo techo
| Varonil       |                    |            |   |
| David Aregger | 500 m peso abierto | 1:16,6 min | 5 |

### Squash
| Deportista    | Primera Ronda      | Primera Ronda | Segunda Ronda | Segunda Ronda | Octavos de final | Octavos de final | Cuartos de final | Cuartos de final | Semifinal | Semifinal | Final     | Final     | Posición  |           |
| Deportista    | Oponente           | Resultado     | Oponente      | Resultado     | Oponente         | Resultado        | Oponente         | Resultado        | Oponente  | Resultado | Oponente  | Resultado | Posición  |           |
| ------------- | ------------------ | ------------- | ------------- | ------------- | ---------------- | ---------------- | ---------------- | ---------------- | --------- | --------- | --------- | --------- | --------- | --------- |
| Femenil       |                    |               |               |               |                  |                  |                  |                  |           |           |           |           |           |           |
| Celine Walser | Millie Tomlinson # | 0-3           | Eliminada     | Eliminada     | Eliminada        | Eliminada        | Eliminada        | Eliminada        | Eliminada | Eliminada | Eliminada | Eliminada | Eliminada | Eliminada |